# Văn học Hungary

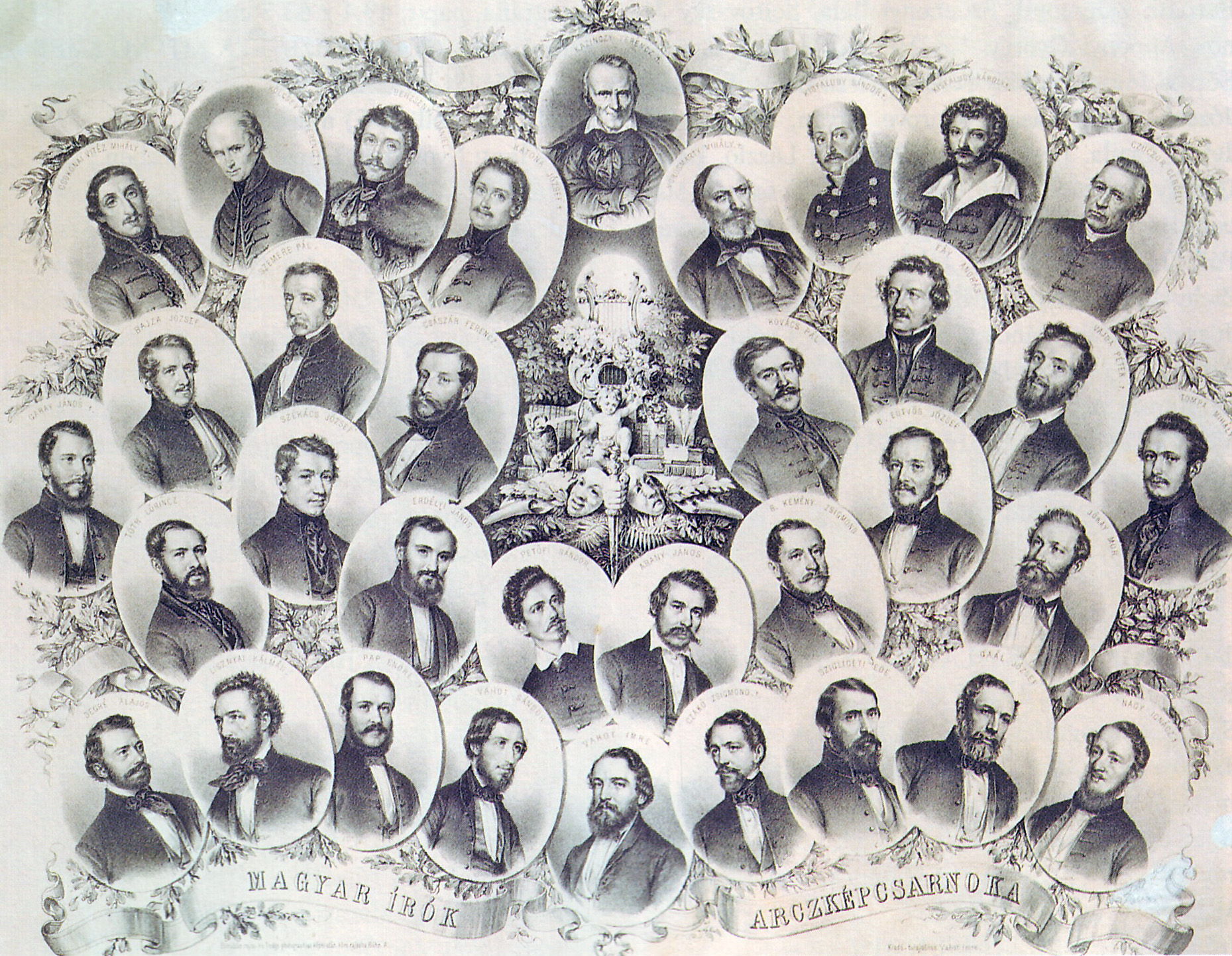
Các học giả và nhà thơ vĩ đại nhất của nền văn học Hungary ở thế kỉ 18.

Văn học Hungary là tập hợp các tác phẩm viết tay chủ yếu bằng tiếng Hungary, và có thể bao gồm các tác phẩm viết bằng những thứ tiếng khác (hầu hết là tiếng Latin), do người Hungary viết ra hoặc có chủ đề liên hệ mật thiết tới văn hóa Hungary. Dù ít được biết đến hơn ở các nước nói tiếng Anh trong nhiều thế kỉ, nền văn học Hungary đã dần trở nên nổi tiếng vào các thế kỉ 19 và 20, nhờ công của một làn sóng mới các nhà văn có thể hội nhập với quốc tế như Mór Jókai, Antal Szerb, Sándor Márai, Imre Kertész và Magda Szabó.

## Các tác phẩm văn học Hungary đầu tiên (thế kỉ 10-14)

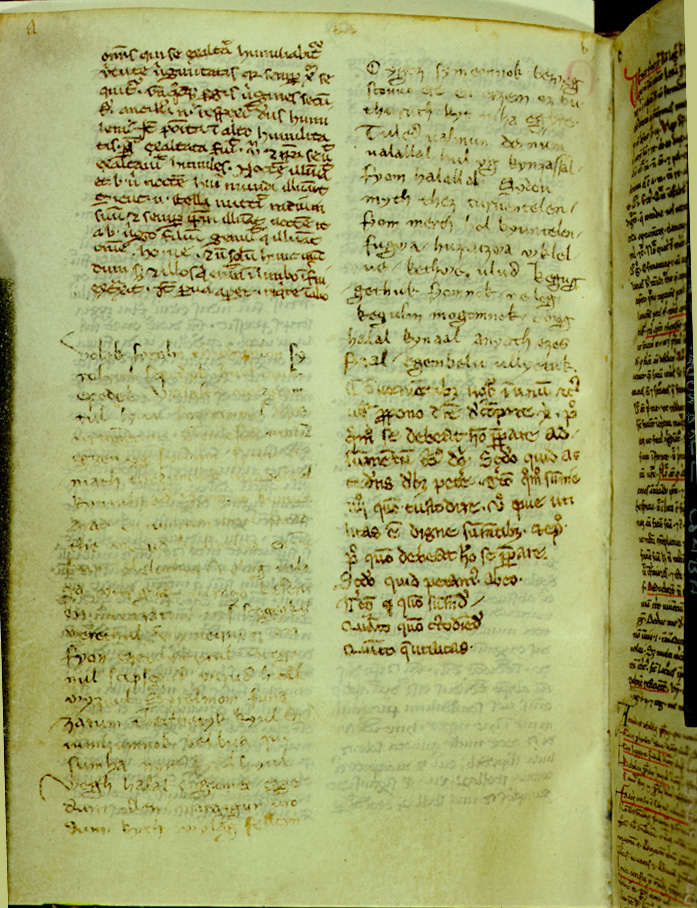
Bài thơ cổ nhất còn sót lại bằng tiếng Hungary mang tên Ómagyar Mária-siralom

Khởi đầu của lịch sử tiếng Hungary (thời kì proto-Hungary) được cho là rơi vào năm 1000 trước công nguyên, theo hiểu biết của giới khoa học hiện đại thì tiếng Hungary đã trở nên tách biệt với nhóm ngôn ngữ Ugria. Không còn sót lại bằng chứng viết tay nào về nền văn học Hungary sơ khai, nhưng thông qua những những câu chuyện truyền miệng và bài hát dân gian, vết tích còn sót lại có thể được truy ngược từ giai đoạn Pagan giáo. Ngoài ra những tác phẩm dù chỉ bằng tiếng Latin và có niên đại từ thế kỉ 11 đến 14 lại là những bản rút gọn của một vài truyền thuyết Hungary liên quan đến nguồn cội của người Hungary, những đoạn trích từ cuộc chinh phạt Hungary và những chiến dịch ở thế kỉ 10.

## Thời Phục Hưng và Baroque (thế kỉ 15-17)
Thế kỉ 15 chứng kiến những bản dịch kinh thánh đầu tiên. Hai nhà truyền giáo người Transylvania là Thomas và Valentine, những tín đồ của nhà cải cách tôn giáo người Bohemia Jan Hus là những người chịu trách nhiệm cho những bản dịch ấy, trong đó những cuốn sách tiên tri, Thánh Vịnh và sách Phúc Âm còn sót lại đến ngày nay. Một lượng lớn từ vựng dùng để dịch thuật vẫn còn được sử dụng ngày nay.
Văn hóa thời kỳ Phục Hưng phát triển mạnh mẽ dưới triều đại của Vua Matthias (1458–1490). Dù viết tác phẩm bằng tiếng Latin, song Janus Pannonius được xem là một treong những nhân vật quan trọng nhất của nền văn học Hungary, là nhà thơ theo chủ nghĩa nhân đạo quan trọng nhất của Hungary trong thời kỳ này. Xưởng in ấn đầu tiên cũng được thành lập dưới triều đại của Vua Matthias bởi András Hess tại Buda. Cuốn sách đầu tiên được in ở Hungary là cuốn Chronica Hungarorum.

## Thư viện ảnh

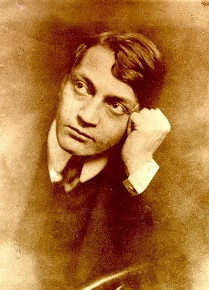
Endre Ady
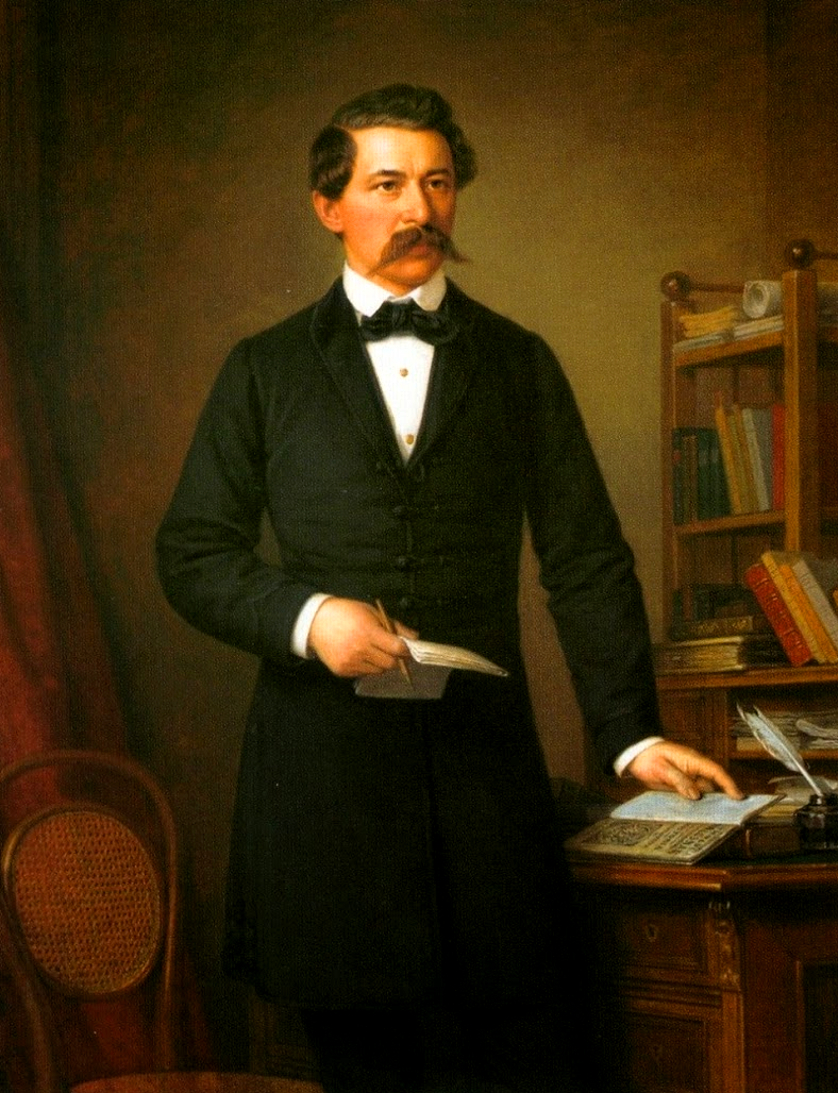
János Arany
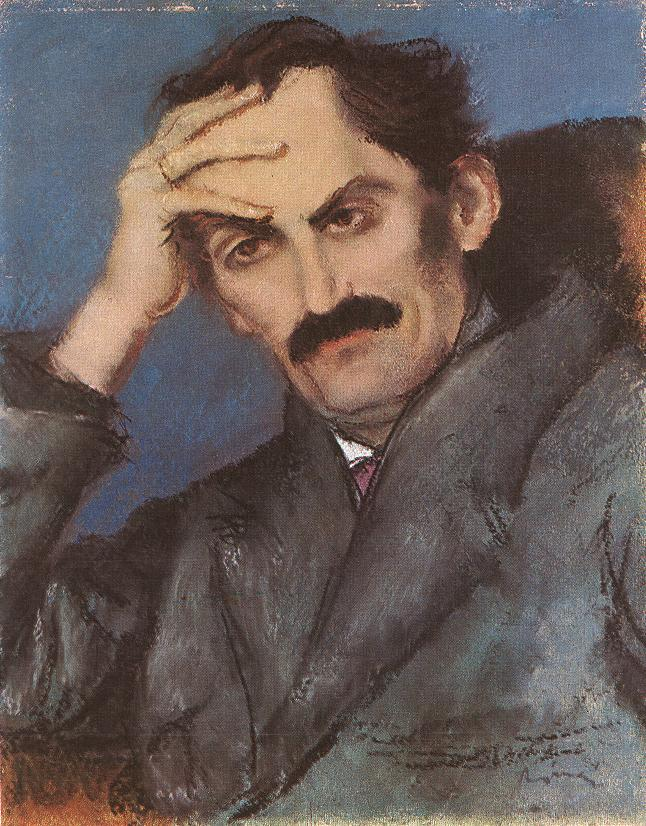
Mihály Babits
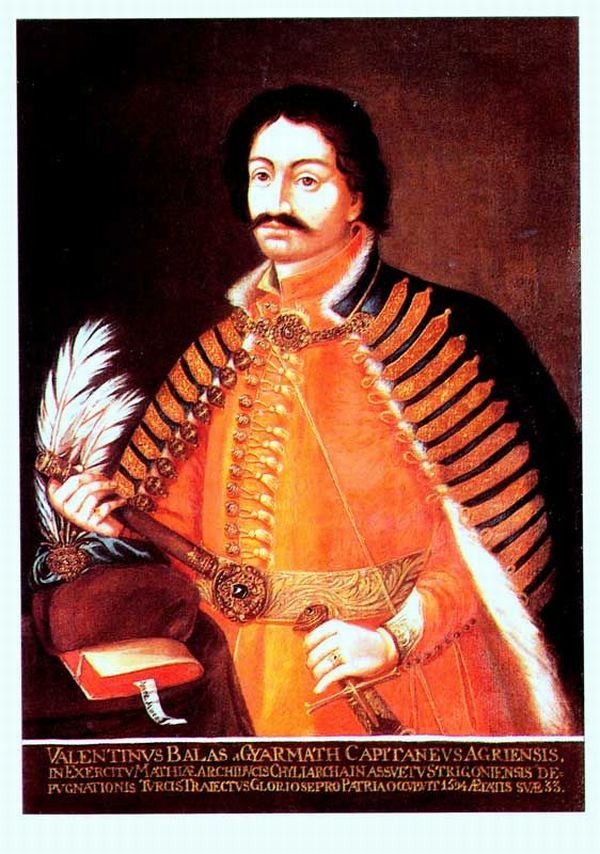
Bálint Balassi
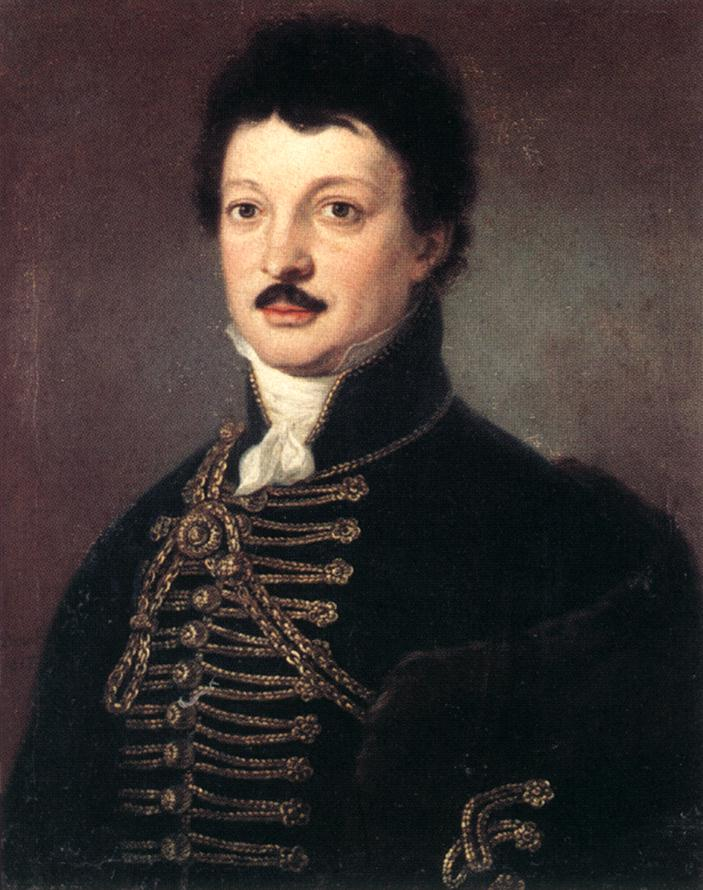
Dániel Berzsenyi
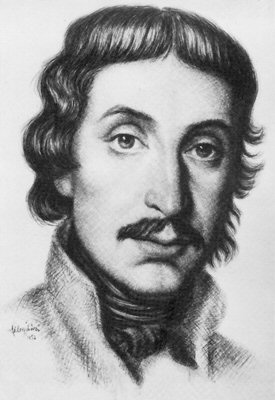
Mihály Csokonai Vitéz
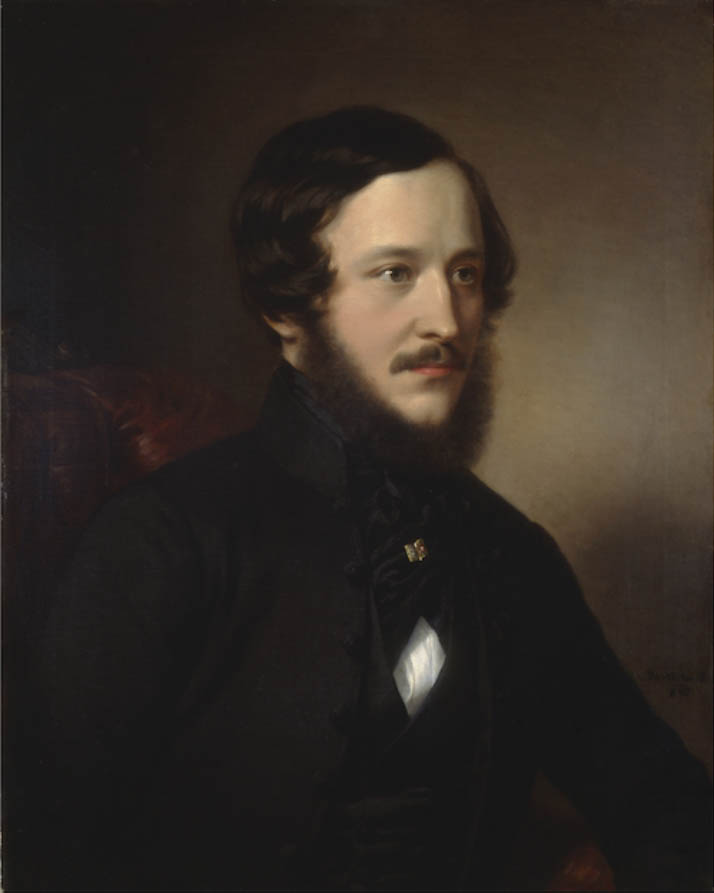
József Eötvös
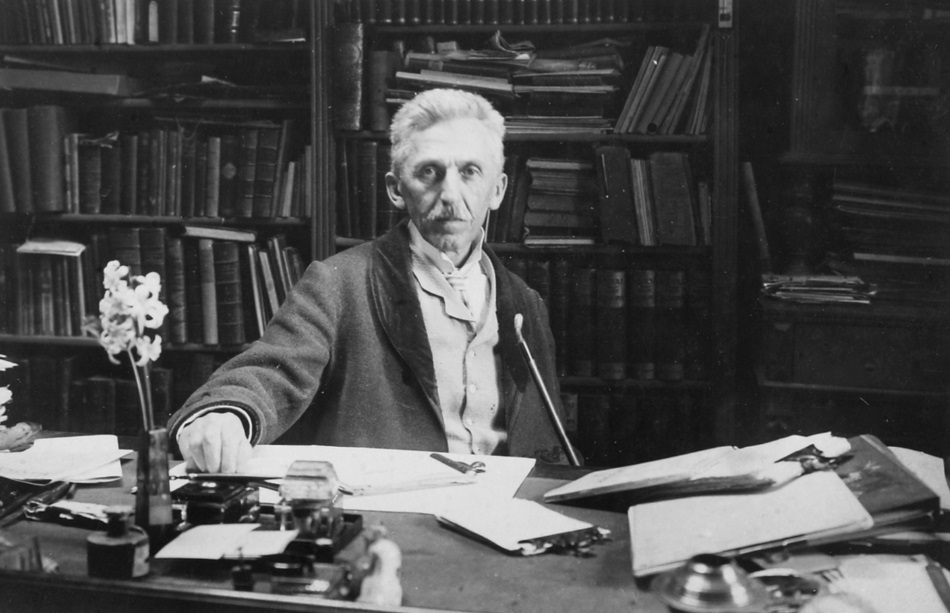
Géza Gárdonyi
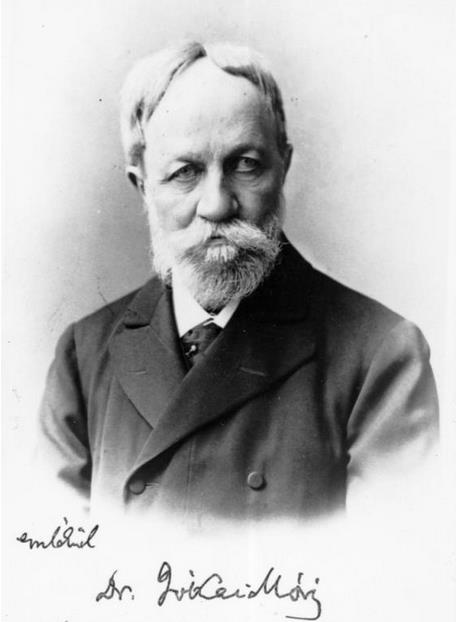
Mór Jókai
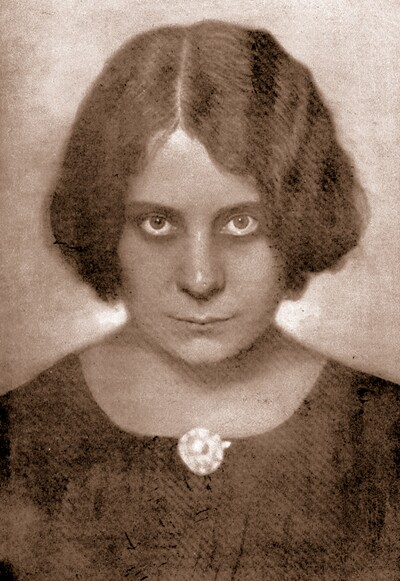
Margit Kaffka
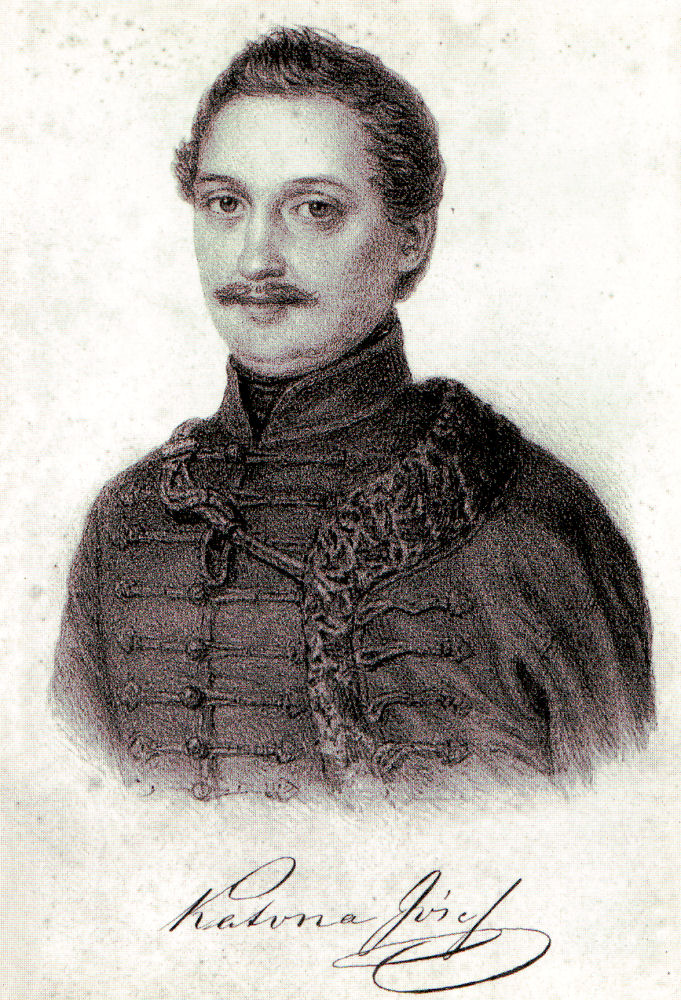
József Katona
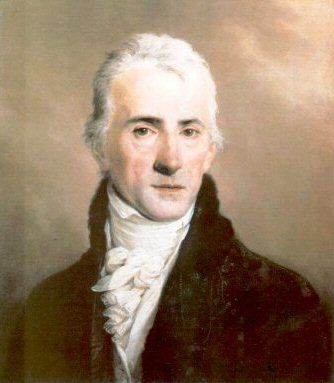
Ferenc Kazinczy
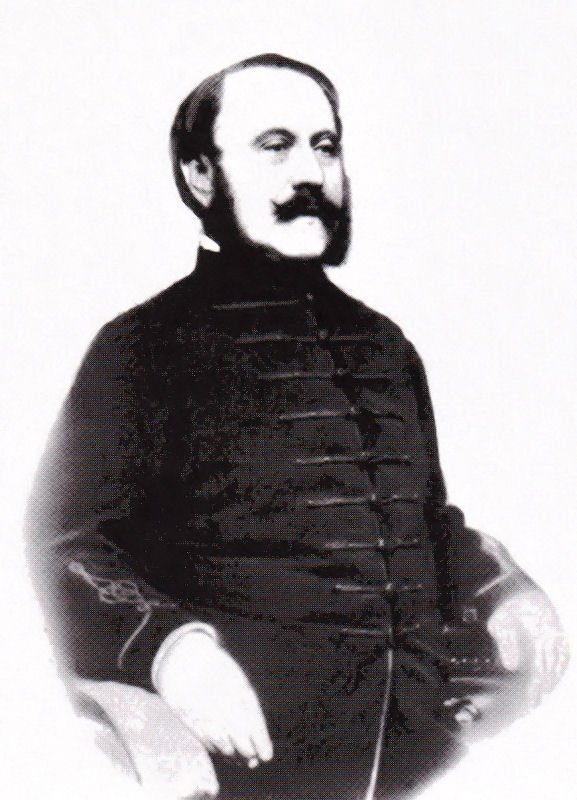
Zsigmond Kemény
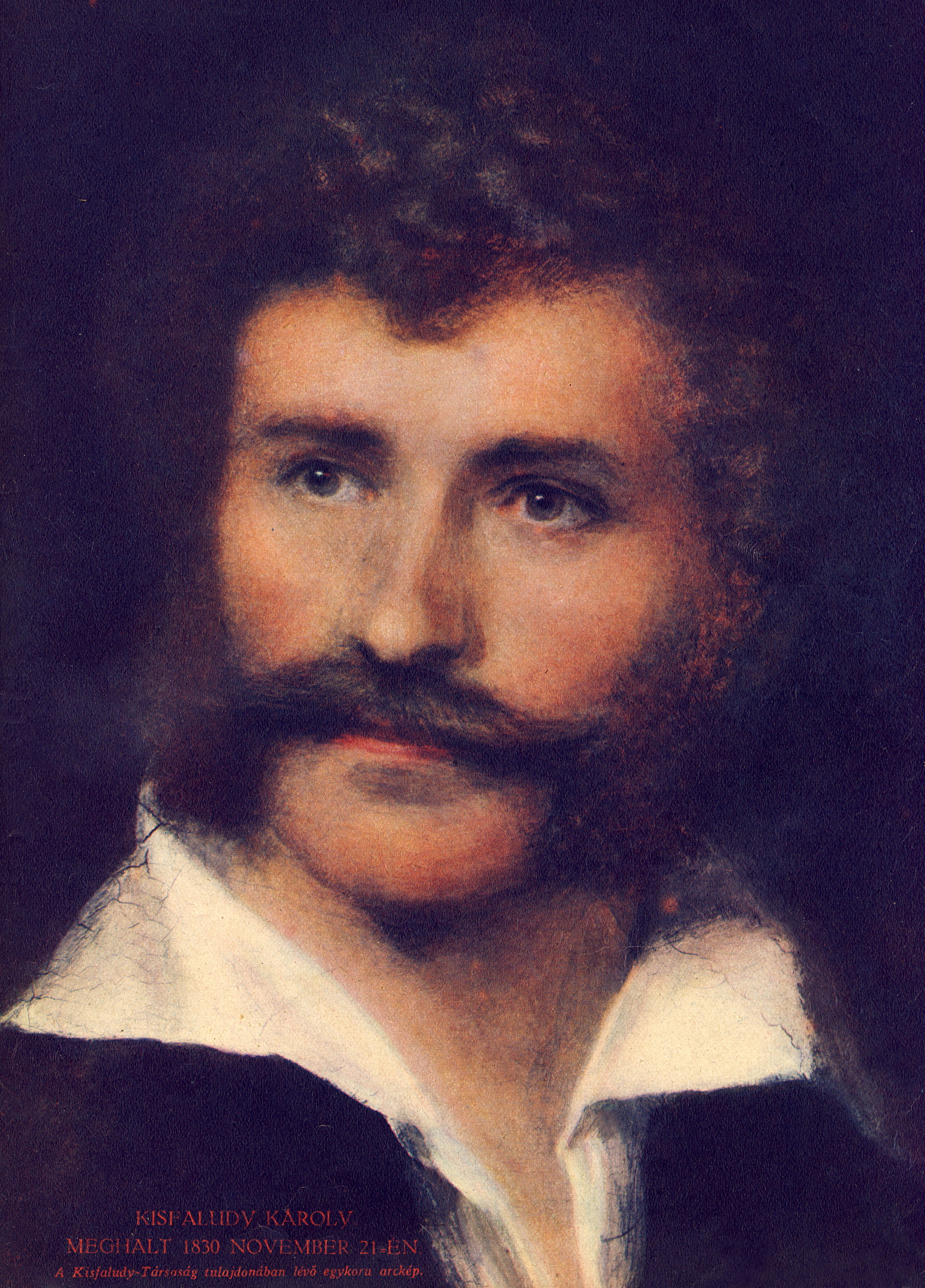
Károly Kisfaludy
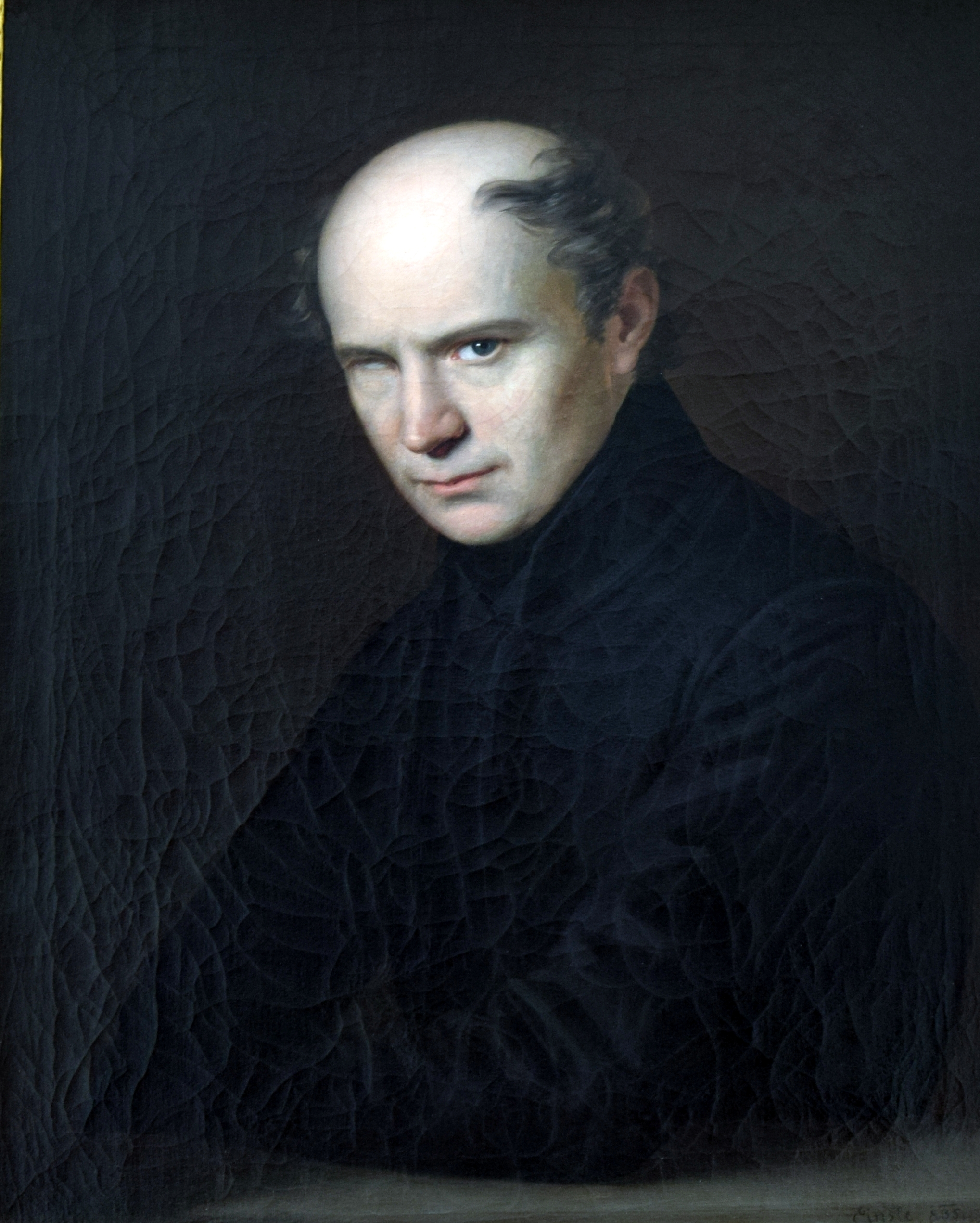
Ferenc Kölcsey
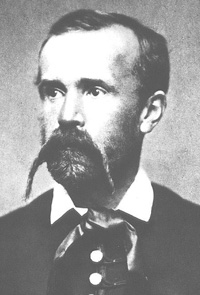
Imre Madách
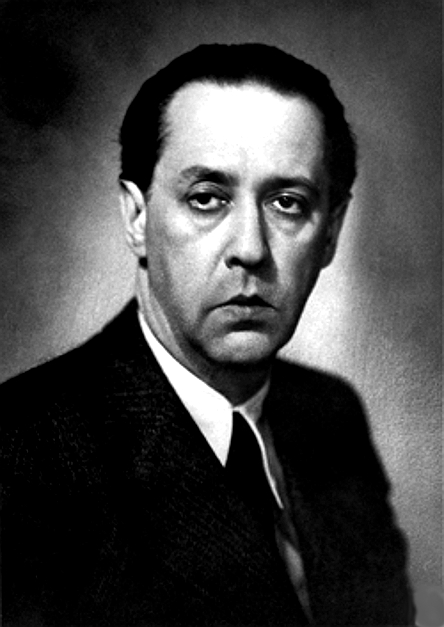
Sándor Márai
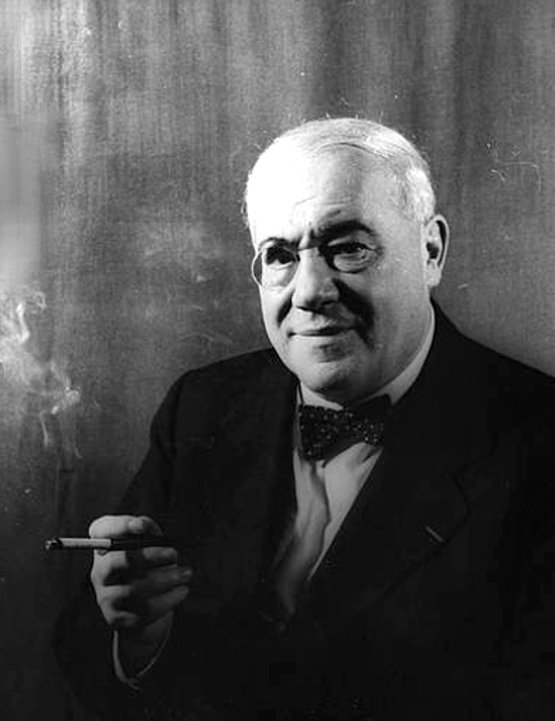
Ferenc Molnár
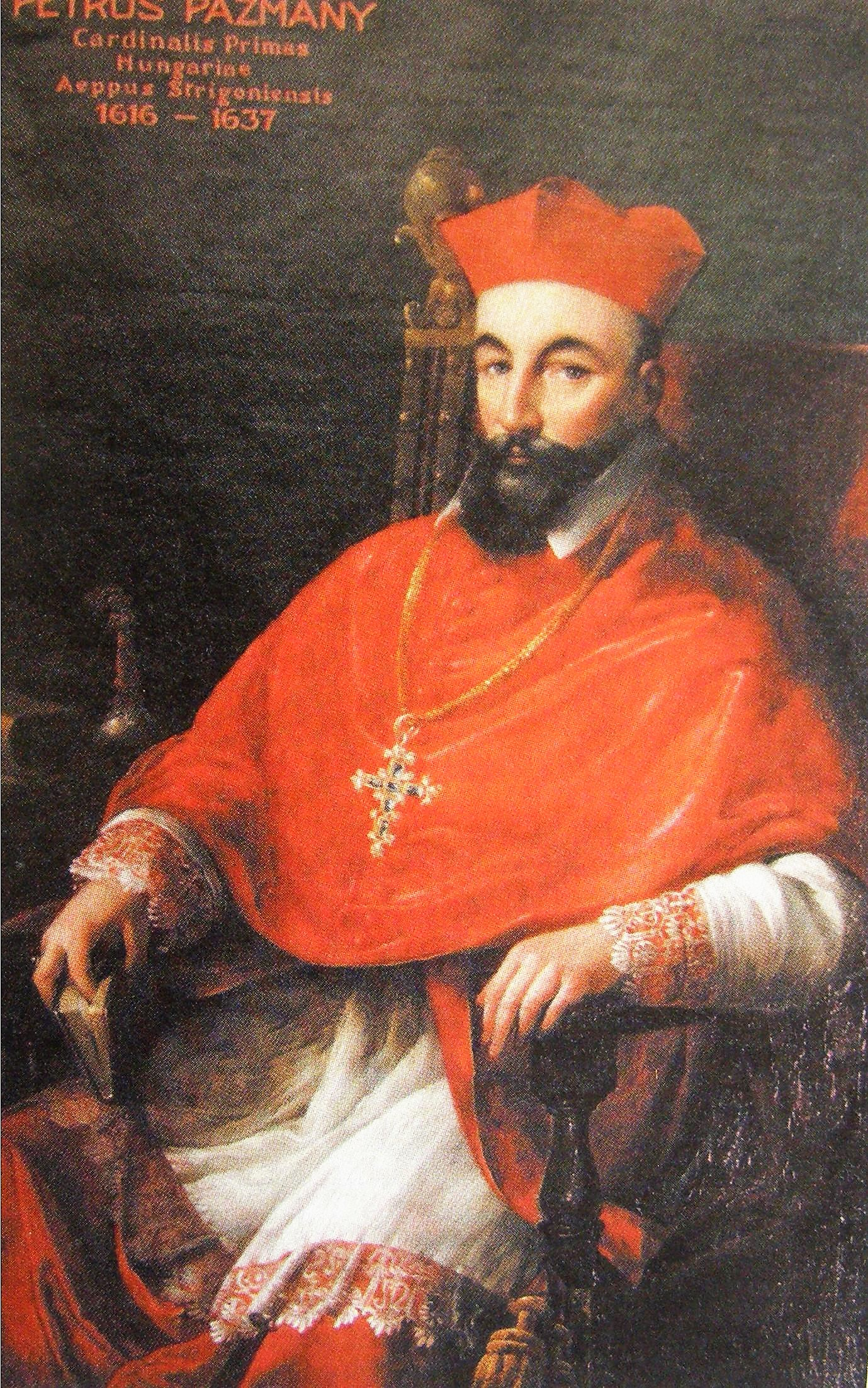
Péter Pázmány
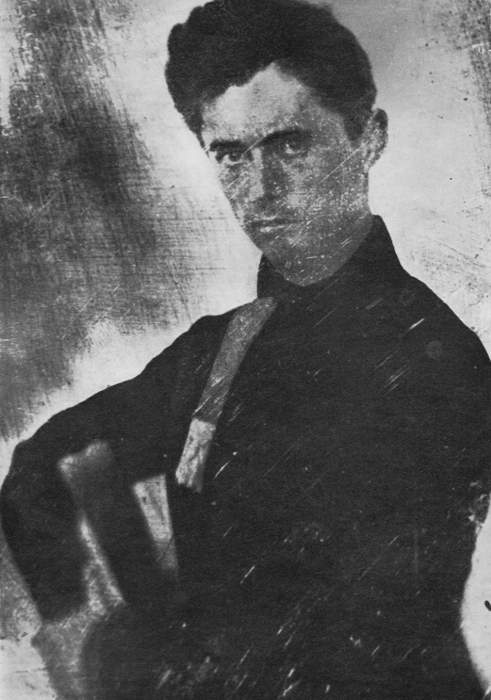
Sándor Petőfi
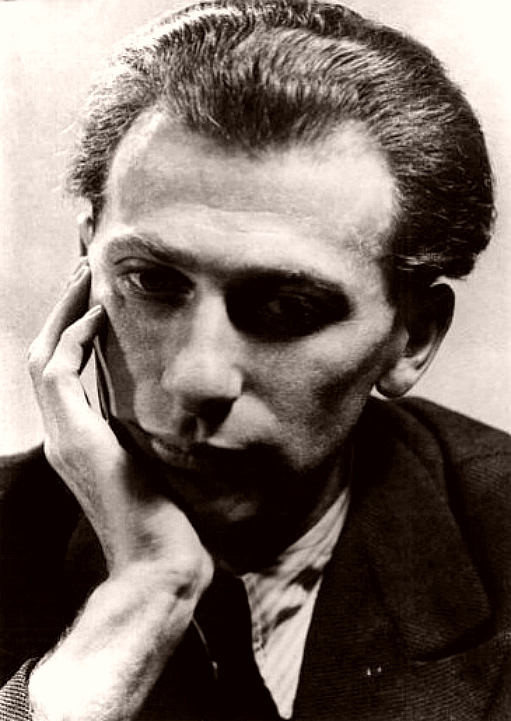
Miklós Radnóti
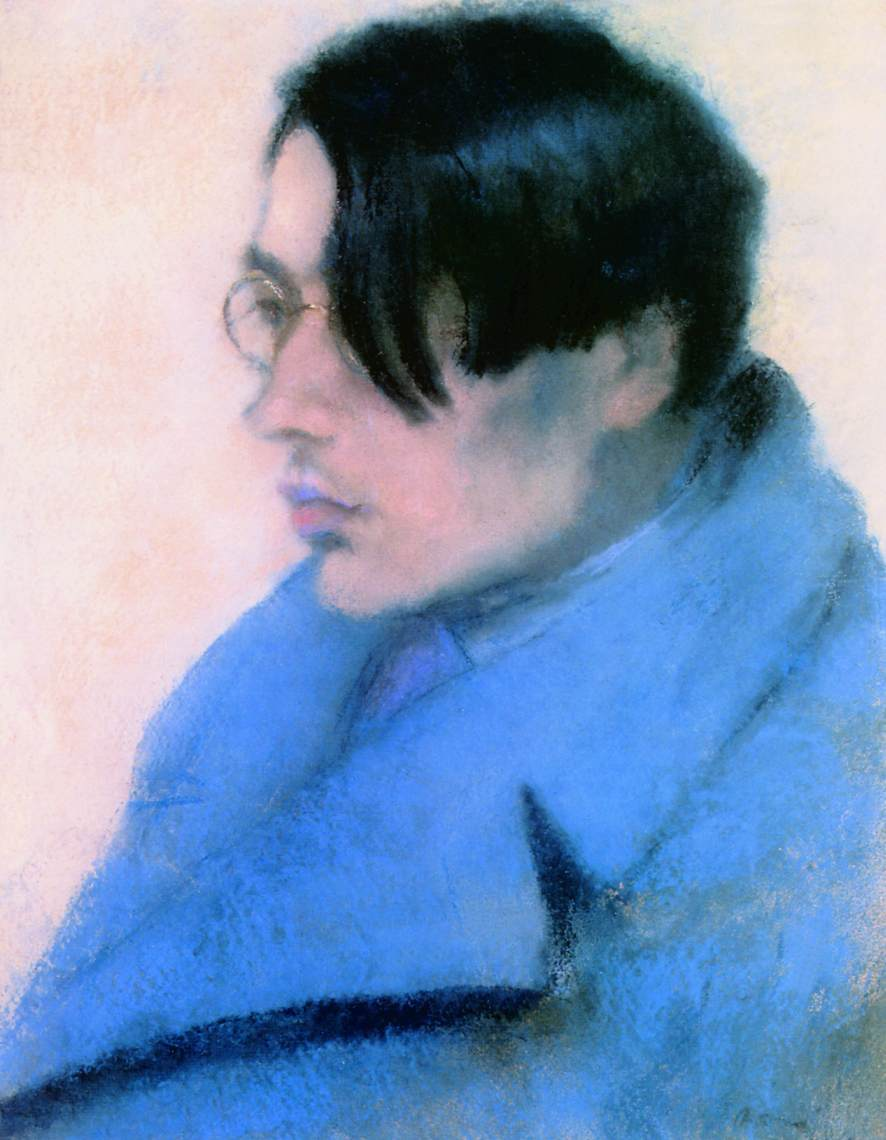
Lőrinc Szabó
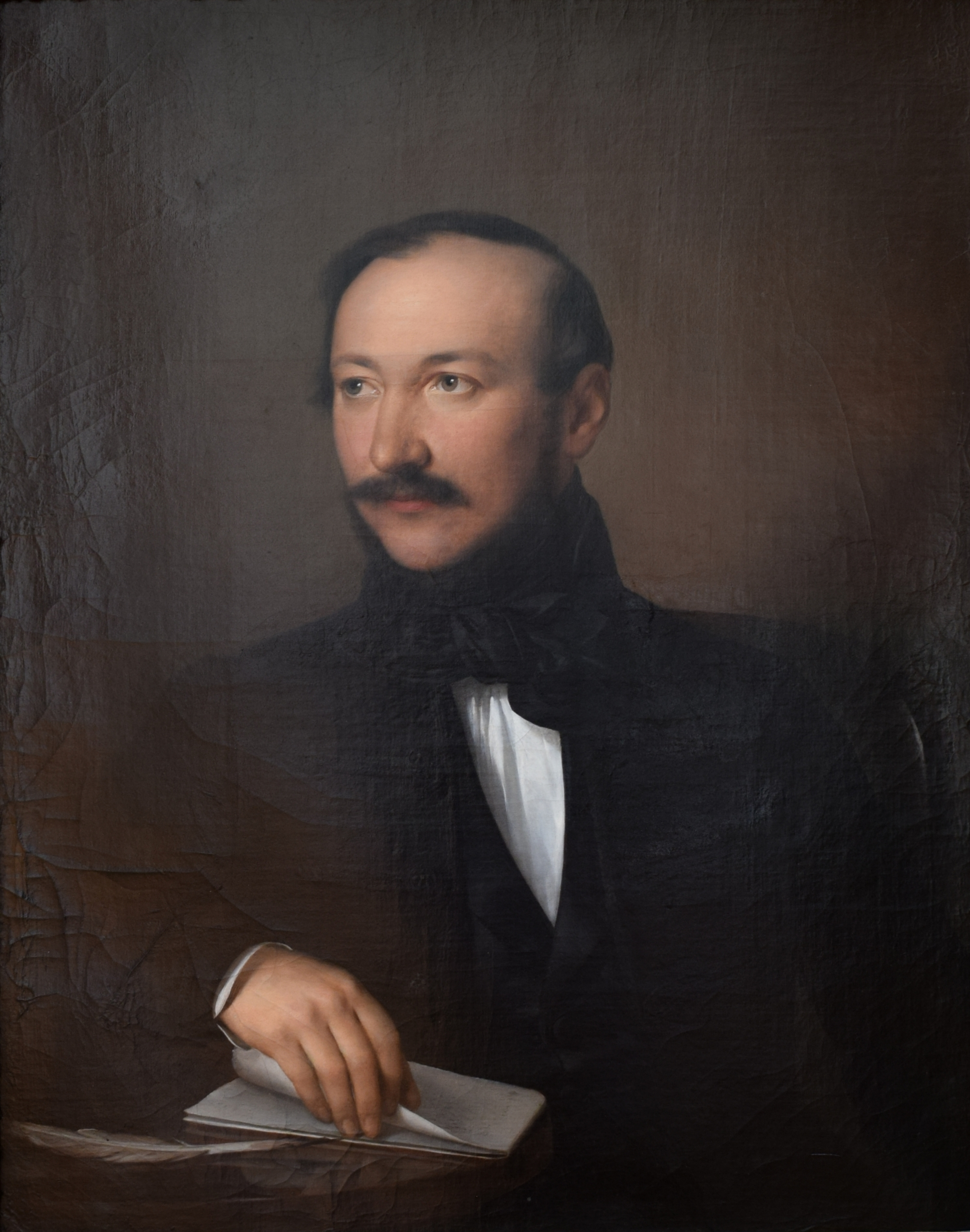
Mihály Vörösmarty
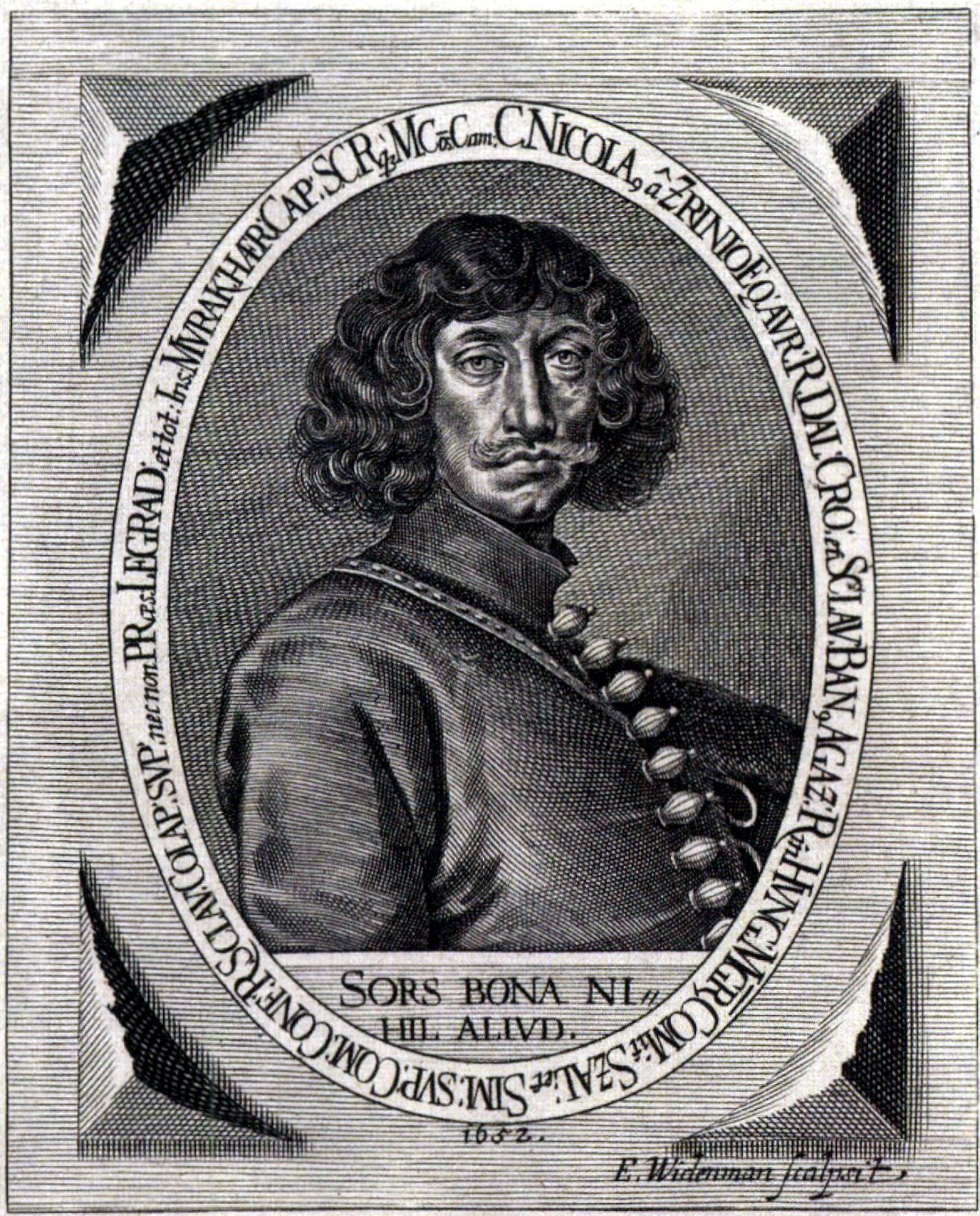
Miklós Zrínyi
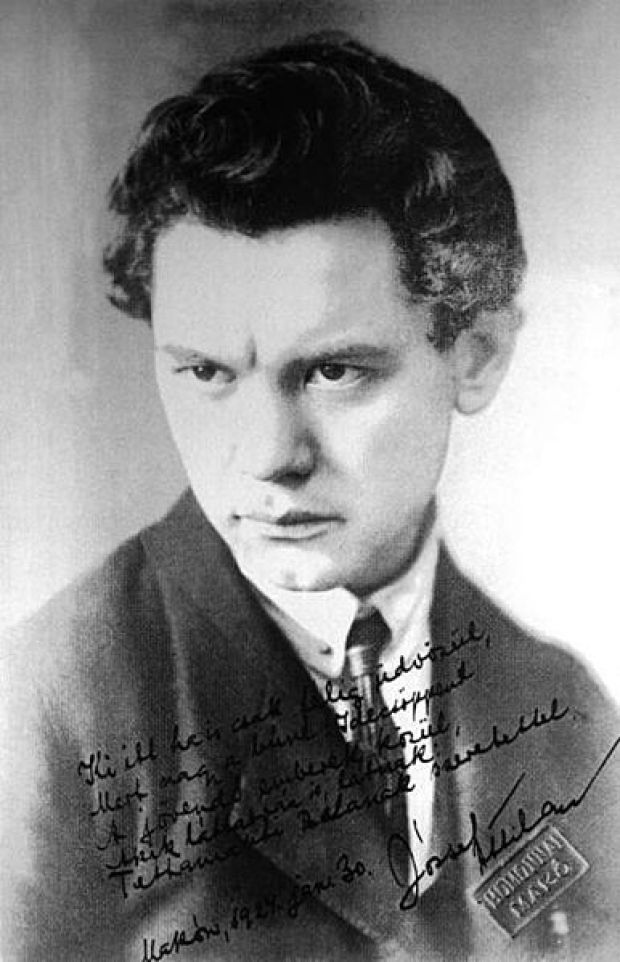
Attila József
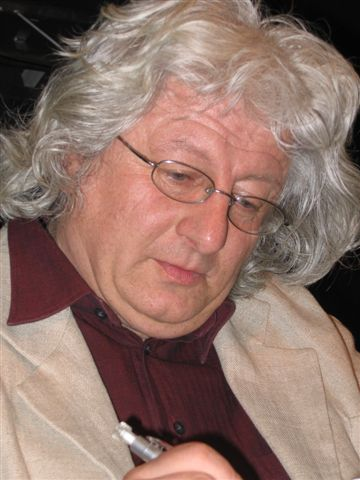
Péter Esterházy
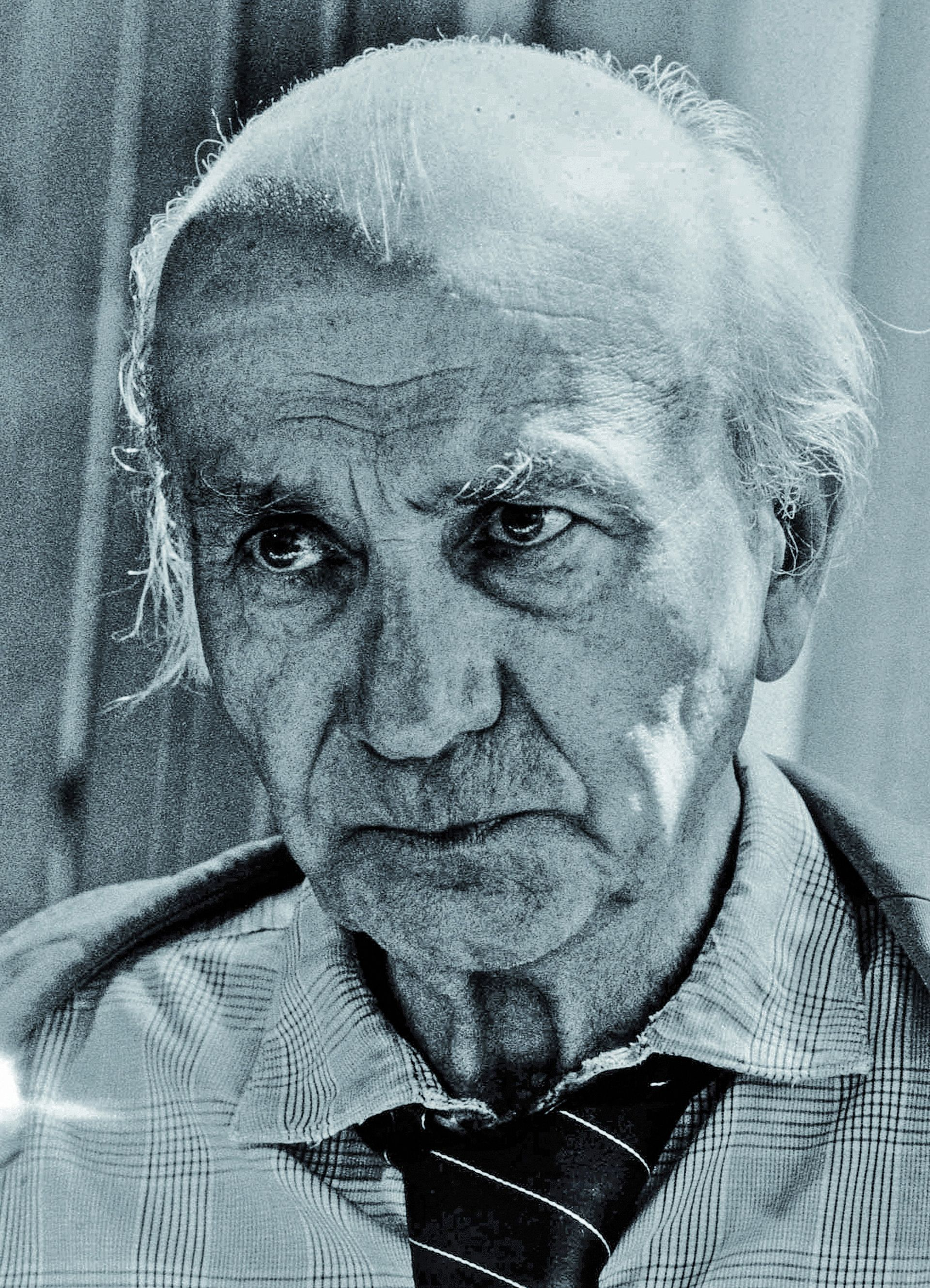
Gyula Illyés

### Chung
- A History of Hungarian Literature (From the Earliest Times to the mid-1970s) by Lóránt Czigány
- Albert Tezla: Hungarian authors – A bibliographical handbook
- An overview of Hungarian literature by Daniel Abondolo
- A briefer view of the previous source
- Hungarian literature
- Hungarian Literature Online
- The Hungarian Electronic Library
- Database for translations of Hungarian literary works
- Selected bibliographies of important Hungarian authors
- Magyar poems[liên kết hỏng]
- Magyar poetry
- Poetry of the Magyars

### Các nguồn cụ thể
- Funeral Oration and Prayer
- Sermon above the grave or the Funeral Oration
- Các bài thơ Hungary bằng tiếng Anh Lưu trữ ngày 16 tháng 5 năm 2021 tại Wayback Machine

### Các chương văn học từ cuốnEncyclopaedia Humana Hungarica(1–5)
- The Remains of Oral Tradition; The Beginning of Literacy (from the beginnings till 1038)
- The External Conditions of Literature; The Characteristics of the Contents of Literature; The Authors; The Works (1038-1301)
- The Level of Education; Authors, Genres, Works (1301-1437)
- Hungarian Literature; Latin Literature; Humanist Literature (1437-1526)
- Hungarian Literature; Turkish Literature (1526-1699)
- (The English translation of volumes 6 to 9 are in preparation.)